# Dora Internationaal Stadion
Het Dora Internationaal Stadion is een multifunctioneel stadion in Hebron, een stad in Palestina. 
Het stadion wordt vooral gebruikt voor voetbalwedstrijden, de voetbalclub Shabab Yatta maakt gebruik van dit stadion. In het stadion is plaats voor 18.000 toeschouwers. Het stadion werd geopend in 1965 en gerenoveerd in 1999 en 2011.